# Дурнешть (Ботошань)
Дурнешть, Дурнешті (рум. Durnești) — село у повіті Ботошані в Румунії. Входить до складу комуни Дурнешть.
Село розташоване на відстані 378 км на північ від Бухареста, 32 км на схід від Ботошань, 77 км на північний захід від Ясс.

## Населення
За даними перепису населення 2002 року у селі проживали 1237 осіб, з них 1235 осіб (99,8%) румунів. Рідною мовою 1236 осіб (99,9%) назвали румунську.